# وسام الجدارة
وسام الجدارة من الأوسمة العراقية التي صدرت في فترة حكم حزب البعث وألغيت لاحقًا عام 1982 ومنحت للضباط والقادة العسكريين ممن ساهموا في بناء القوات المسلحة العراقية خصوصًا في فترة السبعينيات من القرن الماضي ويتكون النوط من 4 درجات الأولى والثانية والثالثة والرابعة.